# Sorba Thomas
Benjamin Sorba William Thomas (Londres, 25 de enero de 1999), conocido como Sorba Thomas, es un futbolista británico que juega de centrocampista en el Stoke City F. C. de la EFL Championship.

## Trayectoria
Formado en las categorías inferiores del West Ham United F. C., se unió a las del Boreham Wood F. C. con 16 años. Debutó con el primer equipo el 16 de septiembre de 2017 en un partido de la National League ante el Maidenhead United F. C., y esa misma temporada estuvo cedido en el Cheshunt F. C.
El 13 de enero de 2021 fichó por el Huddersfield Town A. F. C. hasta 2024. En septiembre fue nombrado mejor jugador del mes de agosto de la EFL Championship después de haber marcado un gol y dado cuatro asistencias en el inicio de la temporada. Esta terminó con el equipo cerca de ascender a la Premier League, pero perdieron la final de la promoción de ascenso ante el Nottingham Forest F. C. Unos días antes de este encuentro había renovado su contrato hasta 2026. La siguiente campaña al equipo le tocó pelear por la permanencia y en enero fue prestado al Blackburn Rovers F. C. hasta el final de la misma.
El 30 de julio de 2024, tras haber vivido un descenso a League One en su regreso a Huddersfield, fue cedido al F. C. Nantes para la temporada 2024-25. Hizo su debut en la primera jornada de la Ligue 1 y en esta competición marcó su primer gol en septiembre frente al A. S. Saint-Étienne. No vio puerta en más ocasiones y, después de disputar 25 partidos en la Ligue 1 y tener una discusión con el entrenador, el club decidió no activar la opción de compra. Entonces volvió a Inglaterra y fue traspasado al Stoke City F. C.

## Selección nacional
El 28 de septiembre de 2021 fue convocado por primera vez con la selección de Gales para los partidos de clasificación para el Mundial 2022 contra República Checa y Estonia. Debutó el 8 de octubre en el empate a dos ante los checos. En noviembre del año siguiente fue llamado para participar en la fase final del torneo.
El 9 de junio de 2025, en la clasificación para la siguiente edición de la cita mundialista, marcó su primer gol con la selección en una derrota por cuatro a tres frente a Bélgica.

### Participaciones en Copas del Mundo
| Mundial      | Sede  | Resultado    | Partidos | Goles |
| ------------ | ----- | ------------ | -------- | ----- |
| Mundial 2022 | Catar | Primera fase | 1        | 0     |

## Clubes
| Club                            | País       | Año       |
| ------------------------------- | ---------- | --------- |
| Boreham Wood F. C.              | Inglaterra | 2017-2021 |
| Cheshunt F. C. (cedido)         | Inglaterra | 2018      |
| Huddersfield Town A. F. C.      | Inglaterra | 2021-2025 |
| Blackburn Rovers F. C. (cedido) | Inglaterra | 2023      |
| F. C. Nantes (cedido)           | Francia    | 2024-2025 |
| Stoke City F. C.                | Inglaterra | 2025-     |